# Tombe de Nicanor
Pour les articles homonymes, voir Nicanor.

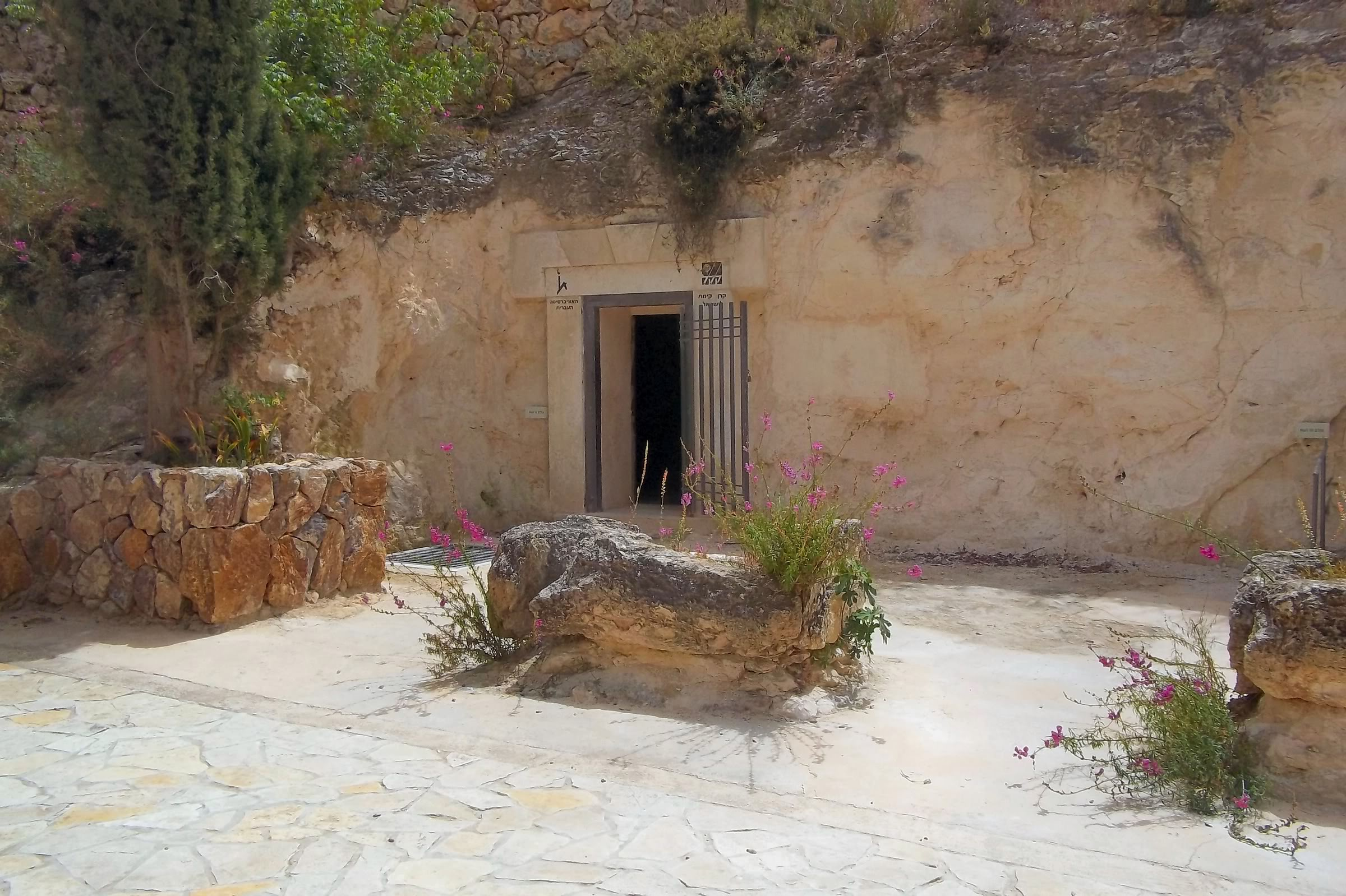
Entrée de la tombe II, où a été enterré Léon Pinsker.

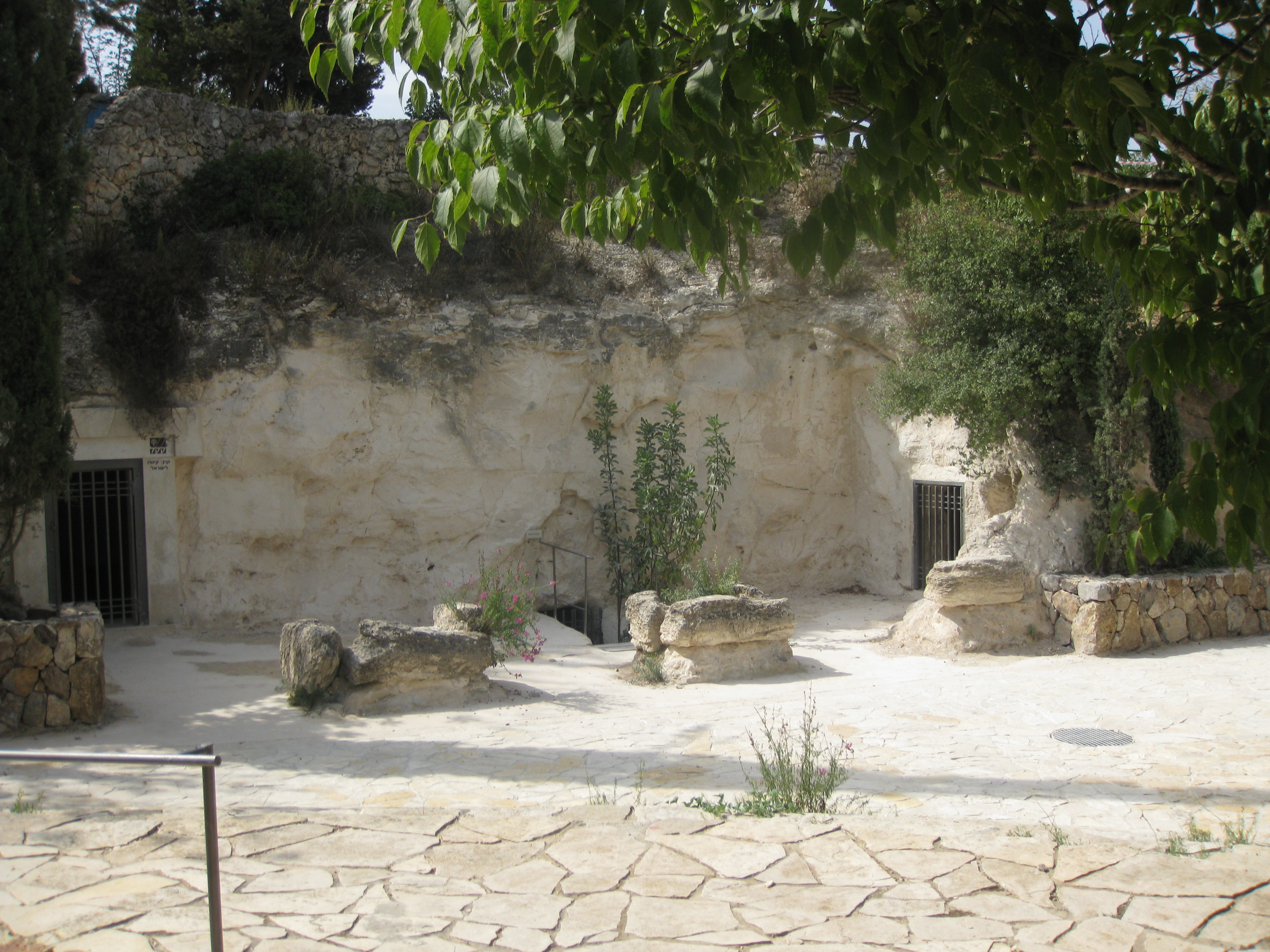
De gauche à droite : entrée des tombes II, III et IV du complexe funéraire comprenant l'ossuaire de Nicanor (mont Scopus).

La Tombe de Nicanor ou grotte de Nicanor est une grotte sépulcrale située en bas de la partie ouest du Mont Scopus à Jérusalem  datant de la période du Second Temple. On y a découvert un ossuaire qui se réfère à « Nikanor d'Alexandrie qui a fait les portes ». Cette expression fait penser à la « porte de Nicanor » du Second Temple de Jérusalem, dont il est question dans le Talmud et sous la plume de nombreux auteurs juifs, parlant du Temple au Ier siècle. Nicanor semble avoir appartenu à une riche famille juive d'Alexandrie. L'ossuaire comportait les os de deux personnes: Nikanor et Allachisa. La plupart des chercheurs estiment toutefois que le Nikanor dont les os auraient été mis dans cet ossuaire n'est pas celui réputé pour ses « portes », mais un de ses descendants. La grotte est située dans le Jardin botanique national d'Israël dans le campus de l'Université hébraïque de Jérusalem du Mont Scopus.

## Découverte de la grotte et recherche

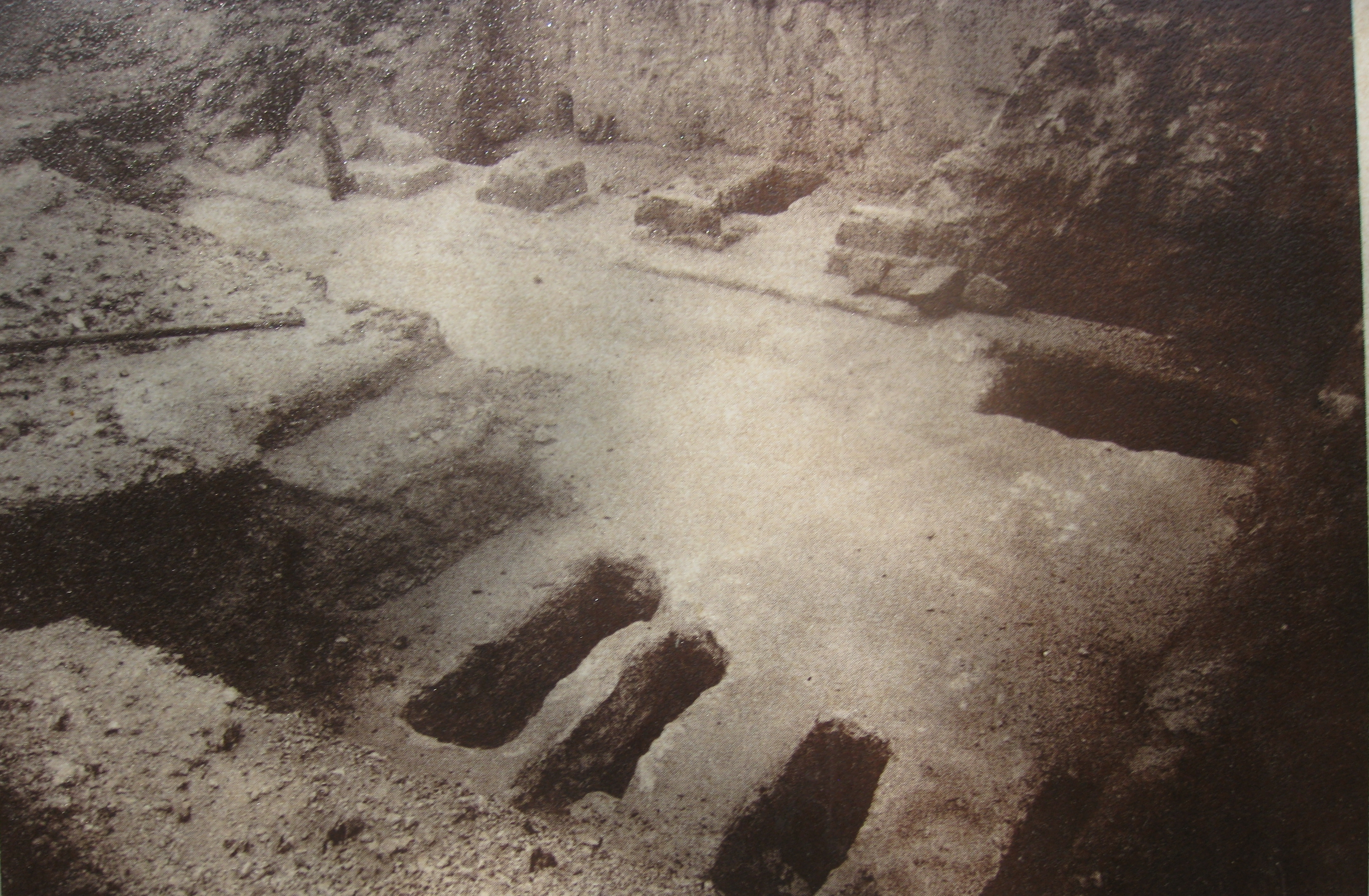
La cour extérieure du complexe en cours de dégagement. Au fond, les bases des colonnes fermant le vestibule.

En octobre 1902 une grotte a été découverte dans une propriété achetée par John et Caroline Emily Gray, qui s'étendait au nord de leur maison d'hiver appelé « Colline Gray » (Gray Hill). La fille du consul britannique, l'archéologue Gladys Dixon, a alors commencé l'exploration de la grotte. 
Sa première visite de la grotte se concentre principalement sur sa structure et ses motifs architecturaux. La deuxième visite est axée sur l'étude de sept ossuaires situés dans la grotte. Six des ossuaires qui ont été découverts sont assez standard, mais sur le septième figure une inscription en grec et en hébreu.
Trois jours plus tard, le déclenchement du choléra parmi les employés des fouilles à Tel Gezer en a forcé la suspension, ainsi Robert Mac-Allister est venu à Jérusalem. Celui-ci en a profité pour examiner la grotte et l'inscription sur l'ossuaire, et une photographie de l'inscription a été envoyée à Charles Clermont-Ganneau.
L'année suivante, deux articles ont été publiés sur la grotte dans Palestine Exploration Fund Quarterly Statement. Tout d'abord, Clermont-Ganneau a publié ses conclusions sur différentes inscriptions trouvées en Palestine, y compris celle de Nicanor. La deuxième publication a été faite par Dixon, avec une description de la grotte et de ses constatations, accompagnées de dessins de la grotte, effectués par McAllister.
L'ossuaire a été transféré en 1903 au British Museum, où il se trouve toujours.

## L'inscription de Nicanor
La découverte la plus importante qui a été faite dans une de ces grottes est l'inscription dite de Nicanor. L'ossuaire sur lequel elle a été trouvée est décoré sur trois côtés, avec des décorations peintes en rouge sur le couvercle. Sur le quatrième côté, figurent trois lignes en grec, et une ligne en hébreu ou en araméen. Le nom de Nicanor figure à la fois  en hébreu et en grec. Sur l'inscription, le nom Νεικά - νορος (Nika - nor) est coupé en son milieu, pour passer de la première à la deuxième ligne. Une pratique qui peut sembler étrange, mais qui est fréquente sur ces ossuaires.
Ὀστᾶ τῶν τοῦ Νεικά-
νορος Ἀλεξανδρέως
ποιήσαντος τὰς θύρας
נקנר אלךסא

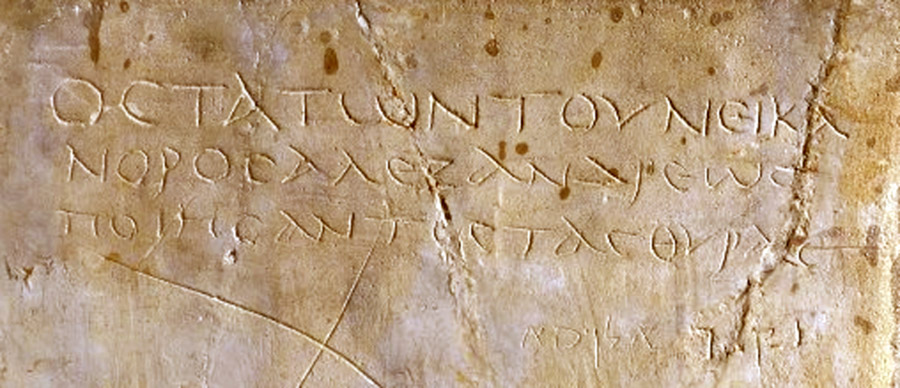
Les inscriptions sur l'ossuaire de Nicanor.

- Texte transcrit en grec moderne par Charles Clermont-Ganneau.
Traduction
Les os de Neika(nor)
(nor) d'Alexandrie
qui a fait les portes
Nknr Allachsa
- Traduction de Moïse Retourna.
Comme mentionné précédemment, Clermont-Ganneau a été le premier à déchiffrer cette inscription. Il a d'abord identifié le « Nikanor d'Alexandrie » qui « a fait les portes » avec le Nicanor mentionné dans le Talmud pour désigner « la porte de Nicanor ». Clermont-Ganneau a compris l'inscription en écriture sémitique « Nknr Allachsa », comme voulant dire Nikanor d'Alexandrie, en pensant que le mot « Allachsa » était une abréviation pour Alexandrie. Il en a donc conclu que l'ossuaire contenait les ossements du seul Nicanor.
Comme pour beaucoup de découvertes archéologiques importantes, des polémiques ont surgi. Certains ont tenté de faire valoir que l'inscription était un faux, ce qui a conduit McAllister à écrire un essai dans lequel il détaille le processus de la découverte de l'inscription et écarte la probabilité d'un faux.

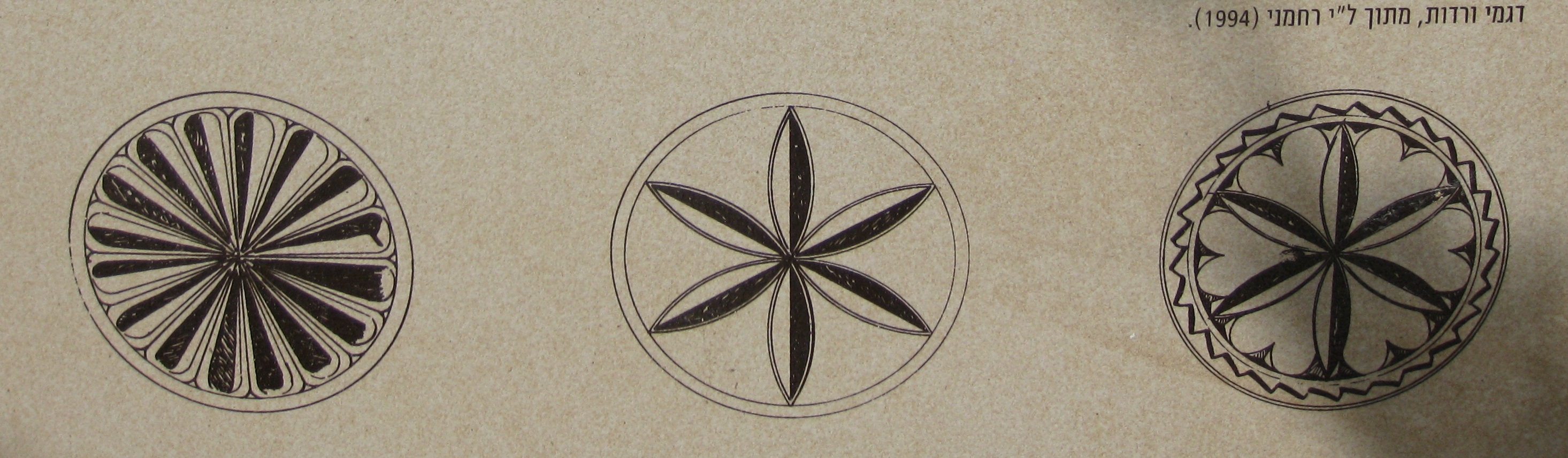
Décorations trouvées sur les ossuaires.

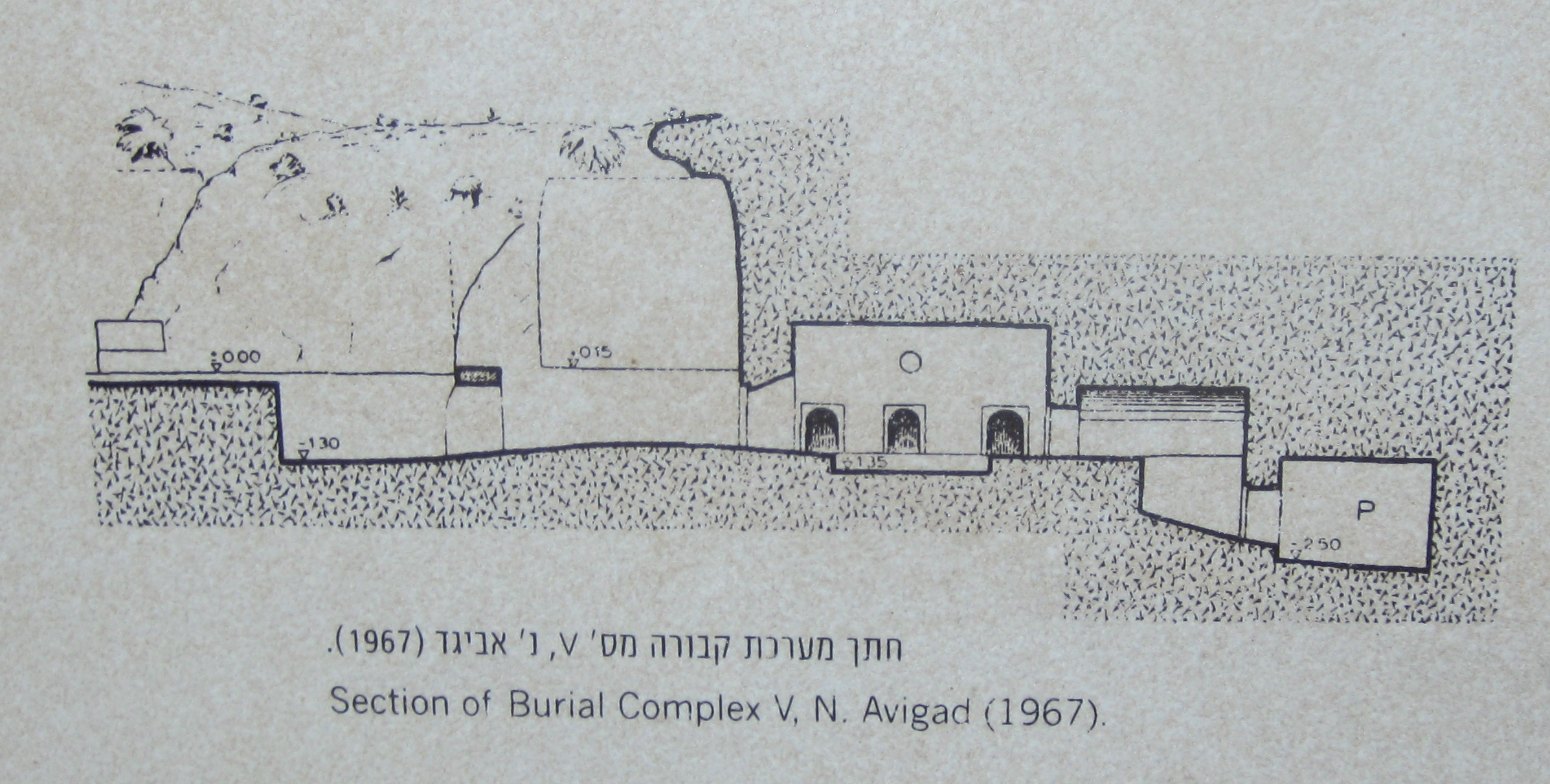
Coupe de la tombe V.

L'interprétation de Clermont-Ganneau, a été reprise par McAllister avec des modifications mineures dans son article et a été acceptée par les chercheurs pendant de nombreuses années. Toutefois cette interprétation est jugée problématique, car le grec utilise une forme possessive qui désigne non-pas Nicanor lui-même, mais sa progéniture. D'autre-part, le mot « Allachsa » désigne probablement le prénom « Allachisa », ce qui indique que l'ossuaire contenait les os de deux personnes, une pratique fréquente.
Depuis l'époque de Clermont-Ganneau et McAllister ces deux problèmes ont été résolus lorsqu'il a été montré que l'ossuaire contenait  les os de deux personnes différentes, ainsi que des éléments de preuve pour expliquer le mot « Allachsa ».
Ainsi André Lemaire traduit cette inscription par:

« Les os des (fils/descendants) de Nicanor d'Alexandrie qui a fait les portes. »

Eliezer Lipa Sukenik, résume les débats et établit que l'ossuaire contenait les ossements de deux personnes, Nknr et Allachisa, qui étaient les descendants de Nicanor, qui a mis les fameuses portes dans le Temple.

## Structure de la grotte

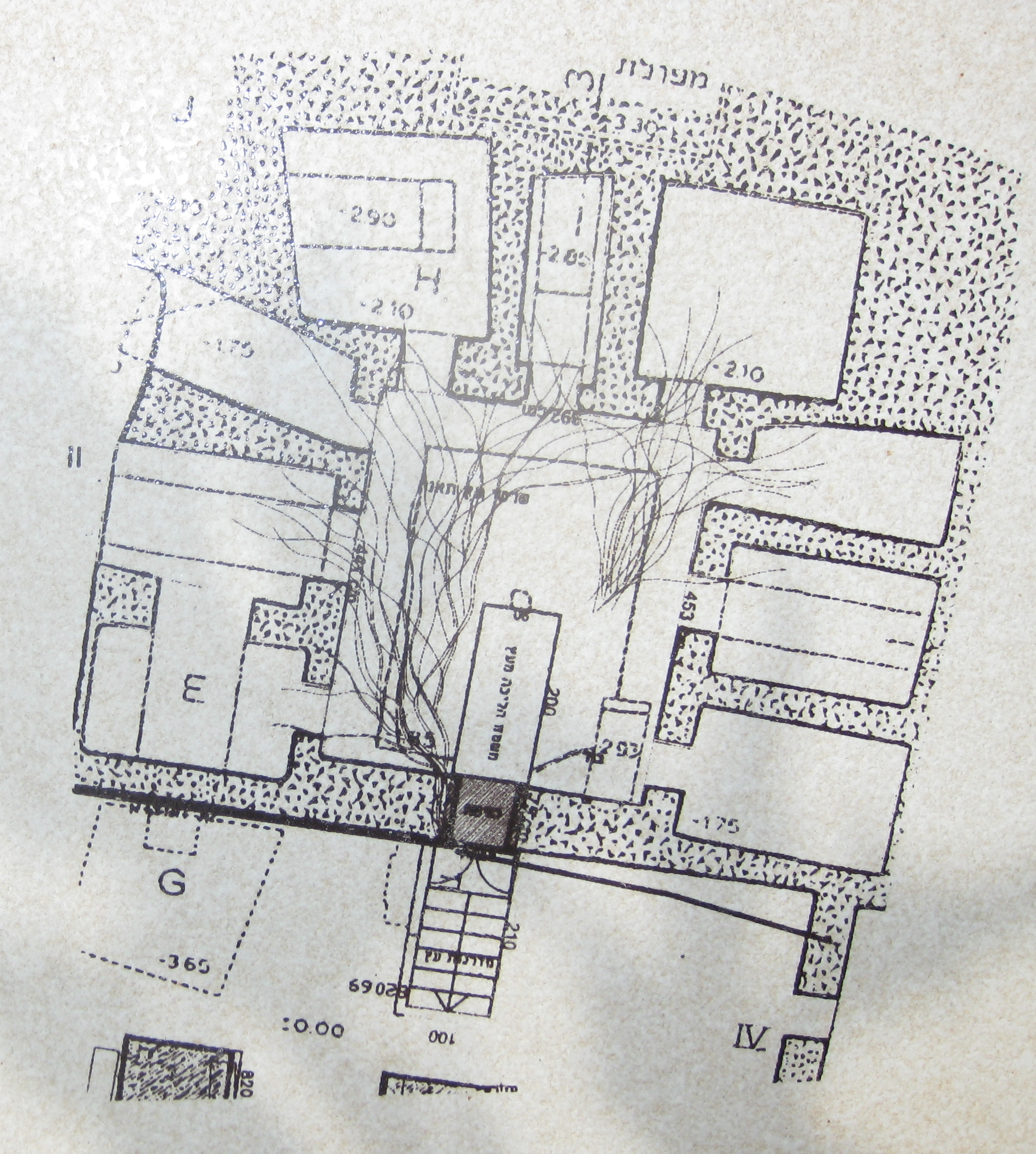
Plan de la tombe III.

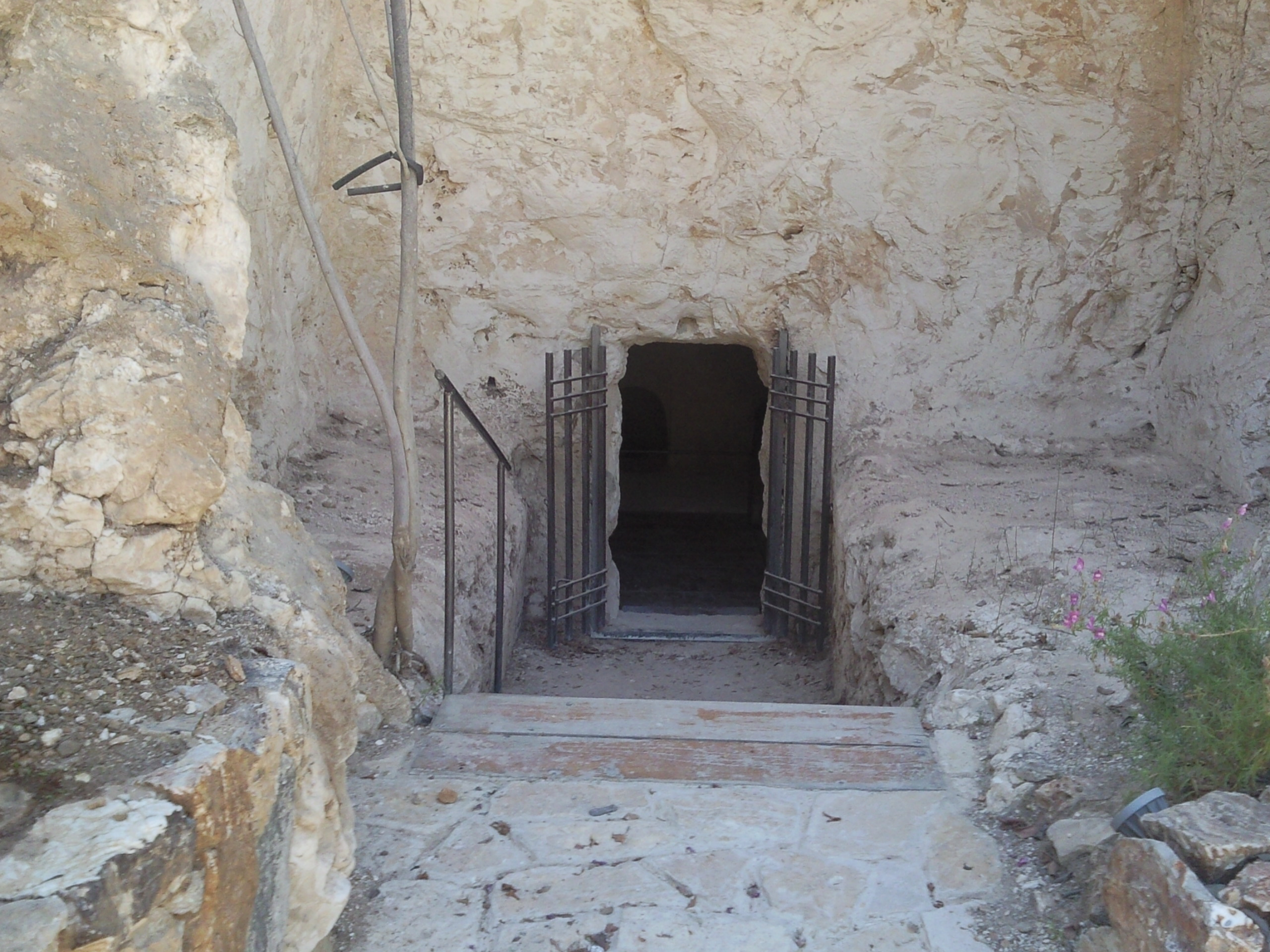
Entrée de la tombe I.

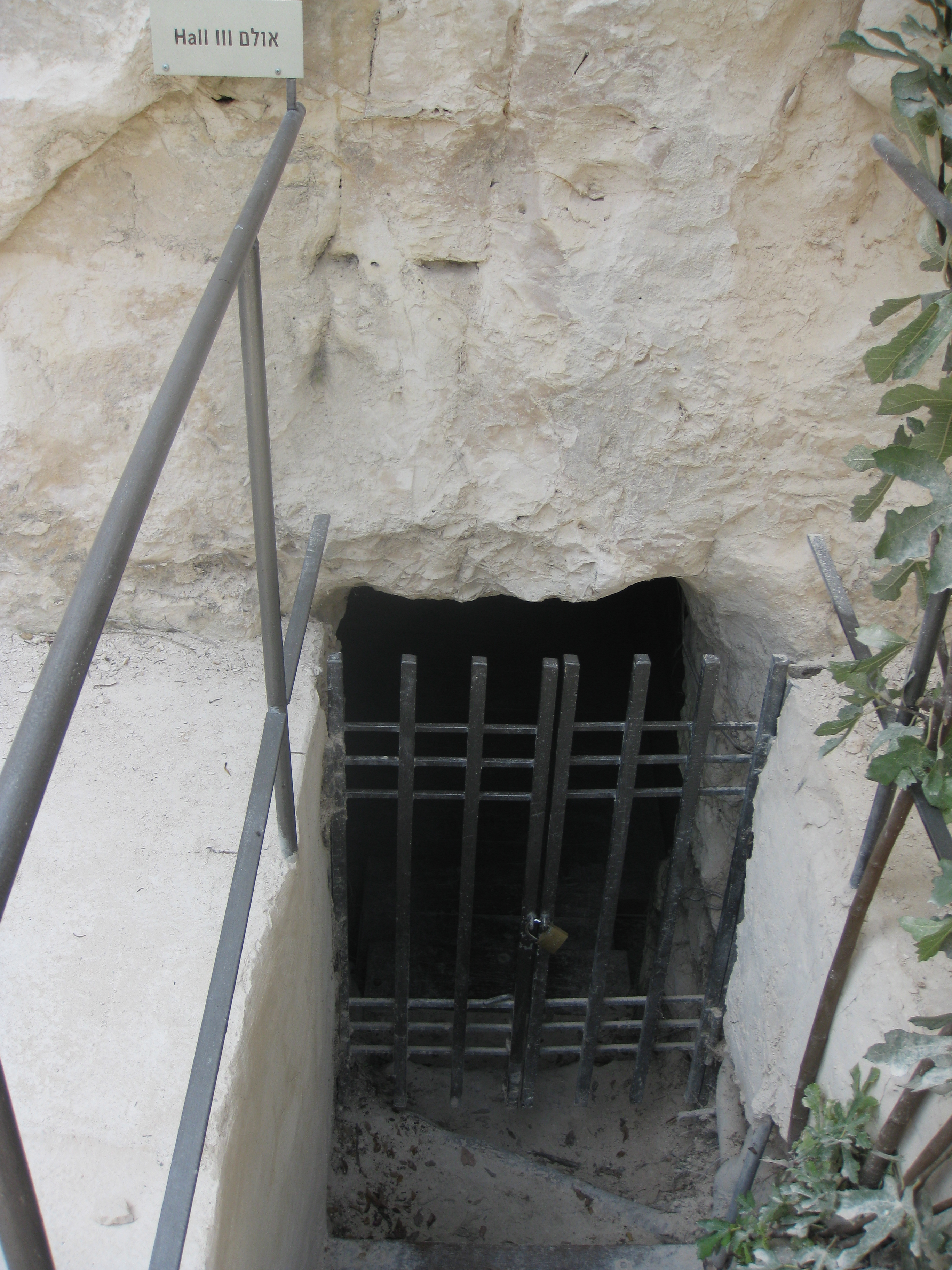
Entrée de la tombe III.

Le complexe funéraire est l'un des plus élaborés de Jérusalem. Les grottes ont été soigneusement taillées dans la roche crayeuse du mont Scopus. Cette forme de grotte funéraire est typique de la période du Second Temple. Elle est constituée de quatre salles de sépulture, comportant chacune un certain nombre de niches. Dans les passages situées entre les salles, des dépressions taillées dans le roc, indiquent que les entrées ont été décorées avec des dalles de pierre, un phénomène unique dans ce type de grottes.
L'accès aux tombes se fait par une cour à ciel ouvert. Une ouverture monumentale est taillée sur le côté ouest de la cour. Cette façade à distyle in antis présente deux colonnes et deux pilastres carrés. De cette façade, il ne subsiste que les bases des colonnes. Derrière la façade, un long vestibule donne accès à quatre systèmes de tombes. Un cinquième est accessible directement à partir du côté nord de la cour.
Le tombe I est située au sud, son accès se fait par un escalier creusé dans le sol du vestibule. Deux chambres successives desservent trois kokhim (un kokh est une longue cavité creusée destinée à accueillir un corps) et un quadrosolium (niche à toit plat). L'entrée de la tombe II est située au sud du mur ouest du vestibule. La tombe II dessert sept kokhim sur deux niveaux. L'entrée à la tombe III se fait par un puits creusé au milieu du vestibule. Un passage permet d’accéder à la plus grande des chambres du complexe. Elles dessert neuf grands kokhim. Des passages en pente partent de quatre des kokhim et donnent accès à des chambres inférieures. L'accès de la tombe IV se fait par une ouverture dans le mur nord du vestibule. Une chambre dessert quatre kokhim. Dans la cour, un puits donne accès à la tombe V desservant neuf autres kokhim. 
Des tessons de poteries byzantines trouvées au fond de puits situés dans la cour et deux croix gravées sur le mur de la salle principale, montrent que l'utilisation de la grotte a continué jusqu'à la période byzantine. L'ossuaire de Nicanor qui est resté dans la grotte peut indiquer que l'utilisation prolongée de la grotte a été poursuivie par les membres de la même famille. Les fouilles effectuées par Eleazar Sukenik au début du XXe siècle ont mis au jour des restes et notamment un certain nombre de broches métalliques qui soulignent l'utilisation d'ossuaires et de cercueils en bois, dont naturellement il ne reste que peu de chose.
Le plan architectural de la grotte, le style artistique, et les découvertes faites à l'intérieur, permettent de dater cette grotte du milieu du Ier siècle.

## Personnalités nommées Nicanor auIersiècle
Nicanor (en grec Nικάνωρ / Nikánôr) signifie « Victorieux » tout comme le nom "Nikator", que plusieurs souverains hellénistiques ont porté, signifie « le Vainqueur ». Au Ier siècle, plusieurs personnalités juives, ou appartenant au mouvement créé par Jésus — qui à l'époque est toujours une des nombreuses tendances du judaïsme — portent le nom de Nicanor.
- Nicanor, un des membres du groupe des cinq qui ont évangélisé la province romaine d'Asie selon Eusèbe de Césarée. Les mêmes personnages formant le groupe des sept (avec Étienne et Philippe), juifs appelés hellénistes, selon d'autres sources. Il figure parmi les saints des églises chrétiennes ;
- Nicanor, un des disciples de Jésus, membre du groupe des septante disciples;
- Nicanor un riche juif de la diaspora, célèbre uniquement pour avoir offert de grandes portes en airain au Temple de Jérusalem et appelées pour cela Portes de Nicanor. La tombe dont il question ici est celle de certains de ses descendants directs.
- Nicanor tribun romain, ami de Flavius Josèphe et de l'empereur Titus, unique témoin de la façon dont Flavius Josèphe s'est rendu aux Romains. Il est blessé par le tir d'une flèche au début du siège de Jérusalem.
- Nicanor gouverneur romain de Hiérapolis dans les années 70-80 qui condamne et fait exécuter Philippe, un des membres du groupe des douze, appelé par la suite les douze apôtres.
- Julius Nicanor, personnage très riche qui a été archonte d'Athènes, ainsi qu'un poète comparé à Homère sur des inscriptions;

Il est possible que certains de ces Nicanor soient le même personnage.

## Panthéon National d'Israël

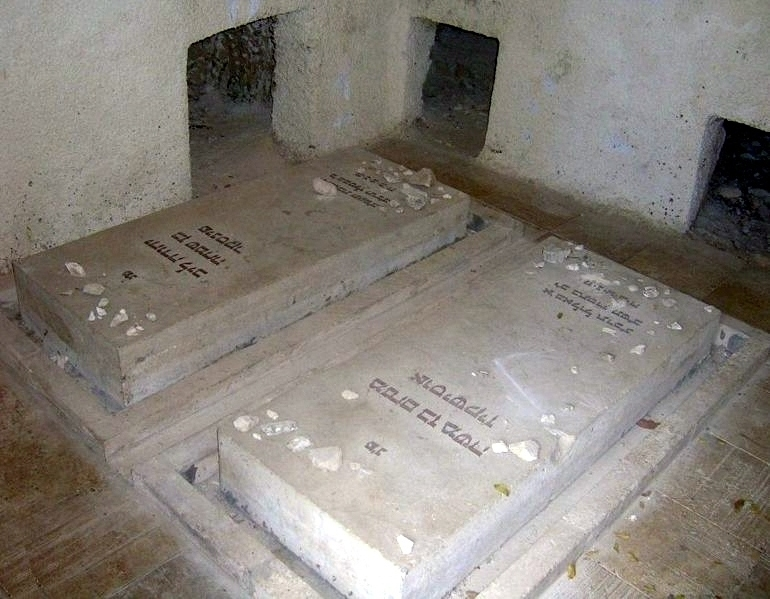
Tombes des Pinsker et Ussishkin dans la grotte.

En 1934, les restes de Léon Pinsker d'Odessa ont été inhumés dans la grotte Nicanor à l'initiative de Menahem Ussishkin, qui prévoyait un panthéon national sur le mont Scopus. Cependant, la seule autre personne qui y a été enterré est Ussishkin, décédé en 1941. 